# Lijst van bergen op Venus
Dit is een lijst van bergen op de planeet Venus. De Venusiaanse bergen zijn allemaal vernoemd naar godinnen in de mythologieën van verschillende culturen, behalve de Maxwell Montes. Het tweede gedeelte van de naam is in het enkelvoud "Mons" of in het meervoud "Montes".
De vier belangrijkste bergketens van Venus zijn de Akna Montes, Danu Montes, Freyja Montes en Maxwell Montes. Deze zijn te vinden op Ishtar Terra. Bergketens worden gevormd door het vouwen en knikken van de aardkorst. De bergketens van Venus worden, net als die van de Aarde, gekenmerkt door vele parallelle plooien en breuken.
De aanwezigheid van bergketens op Venus kan het bewijs leveren dat het oppervlak van de planeet in beweging is.

## Montes
| Name               | Diam. (km) | AS  | Origine                                                                                          |
| ------------------ | ---------- | --- | ------------------------------------------------------------------------------------------------ |
| Abeona Mons        | 375        | (1) | Abeona, Romeinse godin van de reizigers                                                          |
| Akna Montes        | 830        | (1) | Akna, Mayagodin van vruchtbaarheid en geboortes                                                  |
| Aleksota Mons      | 250        | (1) | Aleksota, Litouwse godin van de liefde                                                           |
| Anala Mons         | 525        | (1) | Anala, Hindoegodin van de vruchtbaarheid (voorheen Anala Corona)                                 |
| Api Mons           | 190        | (1) | Api, Scythische moedergodin                                                                      |
| Atai Mons          | 250        | (1) | Ataii, (Ghanese) vrouw van de hemelgod Abassi                                                    |
| Atanua Mons        | 1000       | (1) | Atanua, Polynesische godin van de dageraad Marquesaseilanden                                     |
| Atira Mons         | 152        | (1) | Atira, Pawnee vrouw van de "Grote Geest" Tirawa                                                  |
| Atsyrkhus Mons     | 170        | (1) | Atsyrkhus (Ossetië), dochter van de zonnegod Khur                                                |
| Awenhai Mons       | 100        | (1) | Awenhai (Mythologie van de Irokezen), godin van de vruchtbaarheid                                |
| Bagbartu Mons      | 600        | (1) | Bagbartu, Urartu-godin                                                                           |
| Bécuma Mons        | 0          | (1) | Bécuma, Ierse godin van de dageraad                                                              |
| Bunzi Mons         | 36         | (1) | Bunzi, Woyo-regenbooggodin (Congo-Kinshasa)                                                      |
| Chloris Mons       | 180        | (1) | Chloris, Griekse bloemengodin                                                                    |
| Chuginadak Mons    | 450        | (1) | Chuginadak, Inuit-vulkaangodin van de Aleoeten                                                   |
| Cipactli Mons      | 200        | (1) | Cipactli, Azteekse krokodilachtige monstergodin waaruit de aarde is geschapen                    |
| Ciuacoatl Mons     | 100        | (1) | Ciuacoatl, Azteekse vruchtbaarheidsgodin (voorheen Ciuacoatl Corona)                             |
| Danu Montes        | 808        | (1) | Danu (Ierse mythologie), Keltische moedergodin                                                   |
| Dzalarhons Mons    | 120        | (1) | Dzalarhons, vulkaangodin van de Haida                                                            |
| Egle Mons          | 110        | (1) | Eglė, (Baltische mythologie), Litouwse onderwaterkoningen                                        |
| Eostre Mons        | 26         | (1) | Eostre, Germaanse godin van de lente                                                             |
| Erzulie Mons       | 300        | (1) | Erzulie, Haïtiaanse voodoo-godin van de liefde                                                   |
| Fand Mons          | 300        | (1) | Fand, Keltische godin van genezing en plezier                                                    |
| Faravari Mons      | 500        | (1) | Faravari, Malagassische watergodin                                                               |
| Freyja Montes      | 579        | (1) | Freyja, Noordse vruchtbaarheidsgodin                                                             |
| Gauri Mons         | 75         | (1) | Gauri, Hindoe-berggodin                                                                          |
| Gula Mons          | 276        | (1) | Gula, Mesopotamische godin van de geneeskunst                                                    |
| Gurshi Mons        | 210        | (1) | Gurshi, Boerjatische vissersgodin                                                                |
| Gwen Mons          | 200        | (1) | Gwen, Ierse godin van geluk                                                                      |
| Hallgerda Mons     | 57         | (1) | Hallgerda, IJslandse godin van de ijdelheid                                                      |
| Hathor Mons        | 333        | (1) | Hathor, Egyptische moedergodin                                                                   |
| Idunn Mons         | 250        | (1) | Idunn, Noordse godin                                                                             |
| Ilithyia Mons      | 90         | (1) | Ilithyia, Griekse godin van voortplanting en bevalling                                           |
| Innini Mons        | 339        | (1) | Innini, Babylonische moedergodin                                                                 |
| Irnini Mons        | 475        | (1) | Irnini, Mesopotamische godin van de bergen                                                       |
| Iseghey Mons       | 500        | (1) | Iseghey, Jakoetische godin van de koeien                                                         |
| Ixtab Mons         | 80         | (1) | Ixtab, Mayagodin van de zelfmoord                                                                |
| Jael Mons          | 36         | (1) | Jael, Hebreeuwse bijbelse heldin                                                                 |
| Kali Mons          | 325        | (1) | Kali, Hindoegodin, moeder van de dood                                                            |
| Katl-Imi Mons      | 120        | (1) | Katl-Imi, Chantische zonnegodin                                                                  |
| Kokyanwuti Mons    | 400        | (1) | Kokyanwuti, Hopi-godin (spinnenvrouw)                                                            |
| Kshumay Mons       | 250        | (1) | Kshumay, Nooristaanse (Afghanistan) godin van de vegetatie                                       |
| Kunapipi Mons      | 220        | (1) | Kunapipi, Australische moedergodin van de Aborigines (voorheen Kunapipi Corona)                  |
| Kurukulla Mons     | 59         | (1) | Kurukulla, Tibetaanse godin van rijkdom                                                          |
| Lahar Mons         | 225        | (1) | Lahar, Mesopotamische godin van de huisdieren                                                    |
| Laka Mons          | 220        | (1) | Laka, Polynesische godin van de onontgonnen gebieden                                             |
| Lamashtu Mons      | 260        | (1) | Lamashtu, Sumerische godin                                                                       |
| Lanig Mons         | 400        | (1) | Lanig, Semang-godin (Malakka)                                                                    |
| Loo-Wit Mons       | 150        | (1) | Loowit, Multnomah en Klickitat-vulkaangodin, belichaamd in Mount Saint Helens                    |
| Maat Mons          | 395        | (1) | Maät, oud-Egyptische godin van waarheid en gerechtigheid                                         |
| Maxwell Montes     | 797        | (1) | James Clerk Maxwell, Schots wis- en natuurkundige (1831–1879)                                    |
| Mbokomu Mons       | 460        | (1) | Mbokomu, godin van de Ngombe (Zaïre)                                                             |
| Melia Mons         | 311        | (1) | Melia, Griekse nimf                                                                              |
| Mem Loimis Mons    | 300        | (1) | Mem Loimis, Wintu-godin (Californië)                                                             |
| Mertseger Mons     | 450        | (1) | Mertseger，slangengodin van Thebe                                                                |
| Metis Mons         | 920        | (1) | Metis, Griekse Titaan                                                                            |
| Mielikki Mons      | 450        | (1) | Mielikki, Finse bosgodin                                                                         |
| Milda Mons         | 48         | (1) | Milda, Litouwse godin van de liefde                                                              |
| Mokosha Mons       | 270        | (1) | Mokosha, Oost-Slavische hoofdgodin                                                               |
| Muhongo Mons       | 175        | (1) | Muhongo, Mbundu-godin (Angola)                                                                   |
| Muta Mons          | 54         | (1) | Muta, Romeinse godin van de stilte                                                               |
| Nahas-tsan Mons    | 500        | (1) | Nahas-tsan, Navajo-moedergodin                                                                   |
| Nayunuwi Montes    | 900        | (1) | Nayunuwi, in steen gekleed vrouwelijke monster (Cherokee)                                        |
| Nazit Mons         | 350        | (1) | Nazit, Egyptische gevleugelde slangengodin                                                       |
| Ne Ngam Mons       | 200        | (1) | Ne Ngam, godin die de wereld schiep (Laos)                                                       |
| Nepthys Mons       | 350        | (1) | Nepthys, Egyptische godin van de onderwereld en de geboorte                                      |
| Nijole Mons        | 150        | (1) | Nijole, Litouwse godin van de onderwereld (voorheen Niola Mons)                                  |
| Ninisinna Mons     | 110        | (2) | Ninisinna, Mesopotamische godin van gezondheid en genezing                                       |
| Nokomis Montes     | 486        | (1) | Nokomis, Algonkin-moedergodin                                                                    |
| Nyx Mons           | 875        | (1) | Nyx, Griekse en Romeinse oergodin van de nacht                                                   |
| Ongwuti Mons       | 500        | (1) | Ongwuti (Hopimythologie), godin die de seizoenen voorspelt                                       |
| Ozza Mons          | 507        | (1) | Ozza, Perzische godin, geëerd door de Qoeraisj                                                   |
| Pahto Mons         | 300        | (1) | Patho, Yakama/Klickitat-berggodin                                                                |
| Polik-mana Mons    | 600        | (1) | Polik-mana (Hopimythologie), vlindermeisje ('kachina')                                           |
| Ptesanwi Mons      | 200        | (1) | Ptesanwi, Wittebuffelvrouw, Lakota (Sioux)                                                       |
| Rakapila Mons      | 130        | (1) | Rakapila, Malagasische boomgeest                                                                 |
| Renpet Mons        | 300        | (1) | Renpet, Egyptische godin van de lente en jeugd                                                   |
| Rhea Mons          | 217        | (1) | Rhea, Griekse Titaan                                                                             |
| Rhpisunt Mons      | 250        | (1) | Rhpisunt, Haida-godheid, moederbeer                                                              |
| Sakwap-mana Mons   | 500        | (1) | Sakwap-mana, (Hopimythologie), blauwemaïsmeisje ('kachina')                                      |
| Samodiva Mons      | 200        | (1) | Samodiva, Bulgaarse gevleugelde watergodin                                                       |
| Sapas Mons         | 217        | (1) | Shapash, Kanaänitische zonnegodin                                                                |
| Sarasvati Mons     | 200        | (1) | Sarasvati, Hindoeïstische riviergodin                                                            |
| Sekmet Mons        | 285        | (1) | Sekmet, Oud-Egyptische godin van oorlog en strijd                                                |
| Sephira Mons       | 275        | (1) | Sephira, Spaanse godin van intelligentie en creativiteit                                         |
| Shala Mons         | 90         | (2) | Shala, (Akkadische) Babylonische godin van het graan                                             |
| Siduri Mons        | 105        | (1) | Siduri, Babylonische godin van wijn en wijsheid                                                  |
| Sif Mons           | 200        | (1) | Sif, Noordse godin en vrouw van Thor                                                             |
| Skadi Mons         | 40         | (1) | Skadi, Noordse berggodin                                                                         |
| Somagalags Montes  | 105        | (1) | Somagalags, Nuxalk-moedergodin (Bella Coola, Brits-Columbia, Canada (voorheen Somagalags Corona) |
| Spandarmat Mons    | 400        | (1) | Spandarmet, Iraanse moedergodin                                                                  |
| Talakin Mons       | 175        | (1) | Talakin, Navajo-godin                                                                            |
| Tefnut Mons        | 182        | (1) | Tefnoet, Oud-Egyptische godin van de vochtigheid                                                 |
| Tepev Mons         | 301        | (1) | Tepev, Mayaanse moedergodin                                                                      |
| Thallo Mons        | 216        | (1) | Thallo, Griekse godin van de lente                                                               |
| Theia Mons         | 226        | (1) | Theia, Griekse Titaan                                                                            |
| Toma Mons          | 80         | (2) | Toma, Tibetaanse godin van intelligentie en creativiteit                                         |
| Ts'an Nu Mons      | 310        | (1) | Ts'an Nu, Chinese godin van de zijderupsen                                                       |
| Tuli Mons          | 750        | (1) | Tuli, Samoaanse godin van de schepping                                                           |
| Tuulikki Mons      | 520        | (1) | Tuulikki, Finse bosgodin                                                                         |
| Tuzandi Mons       | 200        | (1) | Tuzandi, Palaus godin (Mon-Khmer van Birma/Myanmar)                                              |
| Ua-ogrere Mons     | 200        | (1) | Ua-ogrere, Kivai-godin (Nieuw-Guinea)                                                            |
| Uretsete Mons      | 500        | (1) | Uretsete, Keres Pueblo-godin                                                                     |
| Ushas Mons         | 413        | (1) | Ushas, Hindoegodin van de dageraad                                                               |
| Uti Hiata Mons     | 500        | (1) | Uti Hiata, Pawnee-godin van de maïs                                                              |
| Var Mons           | 1000       | (1) | Var, Noordse godin van de liefde                                                                 |
| Venilia Mons       | 320        | (1) | Venilia, Romeinse goddin geassocieerd met de wind en de zee                                      |
| Vostrukha Mons     | 180        | (1) | Vostrukha, Wit-Russische godin van thuis                                                         |
| Waka Mons          | 60         | (2) | Waka, Polynesische hagedisgodin                                                                  |
| Wyrd Mons          | 150        | (1) | Wyrd, Angelsaksische wevende godin                                                               |
| Xochiquetzal Mons  | 80         | (1) | Xochiquetzal, Azteekse godin van de aarde                                                        |
| Xtoh Mons          | 110        | (2) | Quiché-godin van weer en regen (Guatemala)                                                       |
| Yolkai-Estsan Mons | 600        | (1) | Yolkai Estsan, Navajo-godin                                                                      |
| Yunya-mana Mons    | 500        | (1) | Yunya mana (Hopimythologie), cactusbloemmeisje                                                   |
| Zaltu Mons         | 220        | (1) | Zaltu, Assyrisch-Babylonische godin                                                              |

- DIAM — grootste lengte van de berg of het gebergte
- AS	— Goedkeuringsstatus (‘’Approval status’’)
  - (1) — Aangenomen door de Algemene Vergadering van de Internationale Astronomische Unie (IAU)
  - (2) — Goedkeuring door de ‘’Working Group for Planetary System Nomenclature’’ (WGPSN)